# اون-آرچا
اون-آرچا (به لاتین: On-Archa) یک رود در قرقیزستان است که در استان نارین واقع شده‌است.